# ديلوس وايت بيدل
ديلوس وايت بيدل هو محرر وسياسي كندي، ولد في 17 أكتوبر 1823، وتوفي في 30 أغسطس 1905.